# Міністерство внутрішніх справ Франції
Міністр внутрішніх справ (фр. Ministre de l'Intérieur; фр. вимова: [ministʁə də lɛ̃teʁjœʁ] ) — видатна посада в уряді Франції. Посада еквівалентна посаді міністра внутрішніх справ в інших країнах, як-от міністр внутрішніх справ у Великій Британії, міністр громадської безпеки в Канаді або подібна до поєднання генерального прокурора та міністра внутрішньої безпеки в Сполучених Штатах.

## Обов'язки
Міністр внутрішніх справ відповідає за:
- Загальна внутрішня безпека країни щодо злочинних діянь або природних катастроф
  - включаючи основні правоохоронні сили
    - Національна поліція
    - Національна жандармерія за її поліцейські операції з 2009 року; як частина збройних сил Франції жандармерія адміністративно підпорядкована міністерству збройних сил

  - Генеральне управління цивільної оборони та управління кризовими ситуаціями (Sécurité Civile)
    - Управління пожежників (Sapeurs-Pompiers)
- надання документів, що засвідчують особу (паспортів, посвідчень особи) і водійських прав через мережу префектур і супрефектур
- відносини між центральною владою та органами місцевого самоврядування
- матеріально-технічне забезпечення та організація політичних виборів на національному та префекторському рівнях; результати виборів контролюються Конституційною радою або адміністративними судами
- регулювання імміграції та запобігання нелегальній імміграції
- інтеграція легальних іммігрантів (професійна, мовна, житлова)
- усі регіональні та департаментські префекти та супрефекти підпорядковані міністру внутрішніх справ

Міністр внутрішніх справ також бере на себе роль колишнього міністра культу, і з ним офіційно консультуються в процесі призначення католицьких єпархіальних єпископів (Угода Бріана-Черетті). Раніше міністр культу був повноправною посадою; У 1912 р. канцелярія була ліквідована.
Хоча Міністерство внутрішніх справ контролює поліцію, воно не контролює кримінальні розслідування. Ці розслідування проводяться під наглядом судових органів.

## Історія
Міністр Maison du Roi під час Ancien Régime вважається попередником посади міністра внутрішніх справ, яка була офіційно заснована 7 серпня 1790 року під час Французької революції, коли Франсуа-Еммануель Гіньяр, граф де Сен- Священик став інавгураційним посадовцем. Хоча до його завдань входила організація виборів, відносини з місцевою владою, сільське господарство, а також торгівля, основним обов’язком міністра внутрішніх справ був нагляд за функціонуванням поліцейських сил. Відтоді це було так, за винятком періоду з 1796 по 1818 роки, коли діяло Міністерство поліції, яке також було ненадовго відновлено під час Другої імперії.

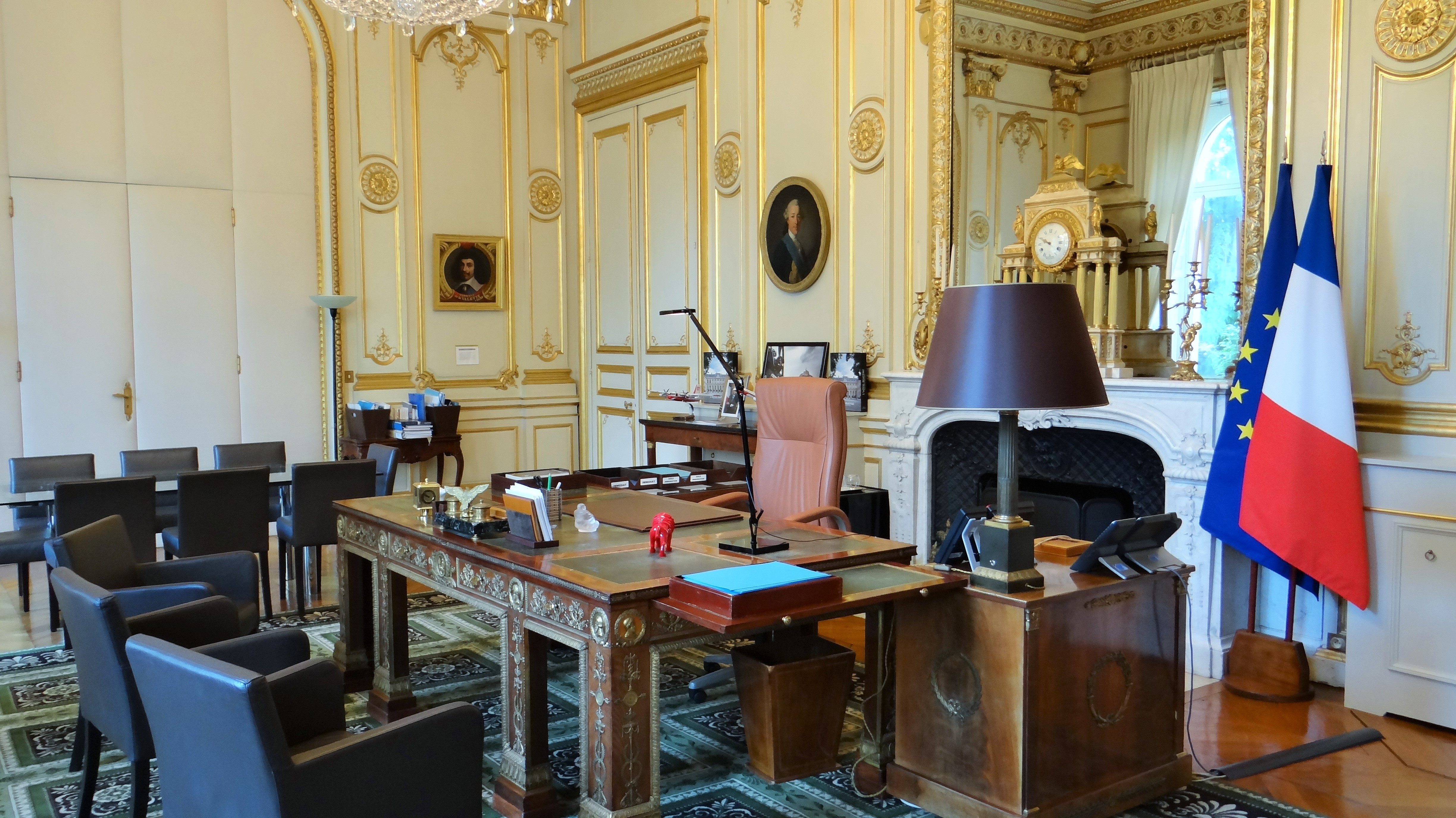
Управління міністра внутрішніх справ

Під час Першої імперії завдання міністерства внутрішніх справ були скорочені; у 1824 р. було створено Міністерство громадської освіти для контролю за освітньою політикою Франції. У 1832 році Міністерство внутрішніх справ було в першу чергу зайняте проведенням виборів і утриманням пожежних сил, оскільки Інститут Франції та національні публічні бібліотеки були передані Міністерству громадської освіти. У 1836 році було створено Міністерство громадських робіт, сільського господарства та торгівлі.

## Місцезнаходження
З 1861 року штаб-квартира міністерства розташована на площі Бово, навпроти Єлисейського палацу. «Place Beauvau» часто використовується як метонім до міністерства.